# 味覚センサ
味覚センサ（みかくセンサ）とは5基本味を計測、数値化するセンサである。

## 概要
味覚器の受容体を機械的に再現したもので数々の方式がこれまで検討されてきたものの、どの方式にも一長一短があり、一部で使用される状態に留まり、本格的な普及には至っていない。五感の機械的な再現において臭気センサと並んで開発が遅れている分野の一つで必要とされるアプリケーションは提案されているものの、技術開発がまだ追いついていない。五感の中で視覚、聴覚、触覚はいずれも物理的な変化を数値化する事が比較的容易ではあるものの、嗅覚と味覚は化学物質の分子構造に影響するため、検出には高度な技術を必要とする。特にうま味は主にアミノ酸であるグルタミン酸、アスパラギン酸や、核酸構成物質のヌクレオチドであるイノシン酸、グアニル酸、キサンチル酸など、その他の有機酸であるコハク酸やその塩類で構成されるため、検出が容易ではない。
味覚センサの用途としては食品開発等で味の客観的な評価に利用される。

## 構造
味覚センサの基本は味物質特有の情報を電気化学的に電圧に変換する。複数種類の脂質/高分子膜とデータを処理するコンピュータ部から構成され、味の違いは脂質/高分子膜の出力電圧から構成されるパターンの違いで識別・定量化される。

## 用途
- 分析
- 食品開発

## 文献
- 池崎秀和, 林健司, 山中章己 ほか、「人工脂質膜を用いたマルチチャネル味覚センサ」 『電子情報通信学会論文誌』 C 74.5 (1991): 434-442.（認証必要）
- 都甲潔、「味覚センサ」『バイオサイエンスとインダストリー』 52.2 (1994): p101-105, NAID 40004745727
- 八尋美希, 都甲潔, 飯山悟、「マルチチャネル味覚センサを用いた米の味の識別」『電気学会論文誌Ｅ（センサ・マイクロマシン部門誌）』 1997年 117巻 4号 p.187-194, doi:10.1541/ieejsmas.117.187, 電気学会
- 都甲潔、「感性バイオセンサー」『応用物理』 1998年 67巻 12号 p.1406-1409, doi:10.11470/oubutsu1932.67.1406, 応用物理学会
- 吉川研一『味覚センサー』冬樹社。
- 都甲潔、山藤馨『美味しさを測る : 舌を超えた驚異の味センサ』講談社、1991年8月。ISBN 978-4061328846。 NAID 10006925269。